# North Lawndale

Situation de North Lawndale dans la ville de Chicago

North Lawndale est l'un des 77 secteurs communautaires de la ville de Chicago aux États-Unis.

## Personnalités
- Andrea Jenkins (1961-), femme politique, écrivaine, artiste de performance, poète et militante transgenre, est née à North Lawndale.